# Athaliah Molokomme
Athaliah Molokomme là tổng chưởng lý của Botswana và là người phụ nữ đầu tiên giữ vị trí đó. Molokomme đã cam kết vận động cho quyền của phụ nữ tại các hội nghị, nghị sự và hội thảo trên toàn thế giới.

## Những năm đầu và giáo dục
Athaliah Maoka Lesiba Molokomme sinh ngày 4 tháng 12 năm 1959 tại Francistown, Botswana. Bà là con thứ hai trong số chín đứa trẻ được sinh ra bởi giáo viên Imelda Mishodzi Molokomme và Rufus Oka Kabiwa.
Molokomme có bằng của Đại học Botswana và Swaziland. Năm 1983, bà lấy bằng Thạc sĩ Luật tại Trường Luật Yale ở Hoa Kỳ. Bà cũng có bằng Tiến sĩ Luật tại Đại học Leiden. Luận án của bà, Children of the fence: Việc duy trì trẻ em ngoài hôn nhân theo luật pháp và thực hành tại Botswana, đã được xuất bản ngay sau đó.

## Nghề nghiệp
Molokomme đã làm việc như một chính trị gia và một giáo sư. Bà đã giảng dạy luật tại Đại học Botswana và đã nghiên cứu và xuất bản rộng rãi các ấn phẩm trong các lĩnh vực của luật gia đình, phụ nữ và pháp luật, luật phong tục và luật việc làm. Molokomme là người sáng lập Hiến chương của Đơn vị Giới tại Ban Thư ký Cộng đồng Phát triển Nam Phi cho đến tháng 5 năm 2003 khi bà được bổ nhiệm làm thẩm phán của Tòa án Tối cao Botswana.
Từ những năm 1990, Molokomme là một diễn giả thường xuyên tại các hội nghị, hội thảo và hội thảo quốc gia, khu vực và quốc tế trong các lĩnh vực chuyên môn của bà.
Bà trở thành nữ luật sư đầu tiên của Botswana vào năm 2005.
Vào tháng 4 năm 2014, dự kiến Molokomme sẽ từ chức vị trí luật sư của mình để tranh cử chức chủ tịch của Hội đồng Tòa án Hình sự Quốc tế của các Quốc gia, nhưng bà không từ chức.
Molokomme hiện là thành viên tích cực của Sáng kiến Lãnh đạo Tư pháp Lưu trữ ngày 31 tháng 3 năm 2022 tại Wayback Machine.